# Moh Keen Hoo
Moh Keen Hoo (* 29. November 1986) ist ein malaysischer Snookerspieler. In der Saison 2005/06 war er ein Jahr als Profi auf der Snooker Main Tour.

## Karriere
Moh Keen Hoo ist der älteste Sohn von Moh Loon Hong (1956–2017), der zwei Goldmedaillen bei den Südostasienspielen in der Disziplin English Billiards gewann und 1987 malaysischer Snooker-Meister wurde.
Als junger Spieler machte Moh mit 17 Jahren bei der U21-Asienmeisterschaft international von sich reden. Er schlug unter anderem Pankaj Advani und Aditya Mehta und erreichte das Finale, das er gegen den Thailänder Pramual Janthat verlor. Danach trat er auch bei der Asienmeisterschaft, der U21-Weltmeisterschaft und der Amateurweltmeisterschaft 2004 an. In allen Turnieren überstand er die Gruppenphase, schied dann aber jeweils in der ersten Hauptrunde aus. Im zweiten Anlauf erreichte er bei der U21-Asienmeisterschaft 2005 erneut das Finale, nachdem er Tian Pengfei im Halbfinale mit 5:4 besiegt hatte. Durch einen 6:3-Sieg über Kobkit Palajin holte er sich anschließend den Titel. Mit dem Titel war auch die Qualifikation für die Snooker Main Tour der folgenden Saison verbunden.
2005/06 durfte er damit an den Profiturnieren teilnehmen, sein erster Auftritt beim Grand Prix endete allerdings mit 0:5 gegen Ryan Day. Gegen Paul Davies bei der UK Championship konnte er das Ergebnis immerhin knapp halten, doch nach einem 7:7-Zwischenstand verlor er mit 7:9. Bei den übrigen vier Turnieren der Saison trat er nur noch zweimal an und verlor wieder deutlich. Damit war sein Ausflug auf die Profitour auch wieder zu Ende.
Danach beschränkte er seine Snookertätigkeit auf Asien. 2007 trat er zum letzten Mal bei der U21-Weltmeisterschaft in Indien an und erreichte das Viertelfinale. Bei der Asienmeisterschaft 2008 verlor er im Halbfinale gegen Jin Long, sicherte sich dann aber noch gegen Pankaj Advani Platz 3. Gegen denselben Spieler verlor er bei der Weltmeisterschaft 2010 im Viertelfinale. Spätestens im Viertelfinale war auch bei den folgenden internationalen Turnieren Schluss, erst bei der Asienmeisterschaft im Six-Red-Snooker 2016 erreichte er wieder ein Finale. Er traf wieder auf Advani und wieder gewann der Inder mit 7:5.
Obwohl er neben Thor Chuan Leong einer der besten malaysischen Spieler seiner Generation ist, gewann er nur 2010 einmal die nationale Meisterschaft von Malaysia. Ab 2003 vertrat er auch mehrfach Malaysia bei den Südostasienspielen. Dort holte er 2007 Gold im Einzel gegen Noppadol Sangnil und zusammen mit Thor Chuan Leong beziehungsweise Lim Kok Leong 2015 und 2019 Gold im Doppel. Dazu kommen jeweils vier Silber- und fünf Bronzemedaillen.

## Erfolge
Amateurturniere:
- U21-Asienmeister (2005, Finalist 2004)
- Malaysische Snooker-Meisterschaft (2010)
- 6-Reds-Asienmeisterschaft (Finale 2016)

Südostasienspiele:
- Gold: Einzel 2007, Doppel 2015 (mit Thor Chuan Leong), Doppel 2019 (mit Kok Leong Lim)
- Silber: Doppel 2003 (mit Lee Poh Soon), Team 2003 (mit Lee Poh Soon und Lee Hwa Meng), Doppel 2007 (mit Yong Kien Foot), Einzel 2019
- Bronze: Einzel 2005, Einzel 2013, 6-Red-Doppel 2013, Doppel 2017 (mit Thor Chuan Leong), 6-Red-Einzel 2021